# Harsprånget
Harsprånget är ett vattenkraftverk i Luleälven (Stora Lule älv), i Jokkmokks kommun nära Porjus. Det är Sveriges största vattenkraftverk med en effekt på 818 megawatt (MW). Årsproduktionen är ca 2 TWh ett normalår, vilket motsvarar ca 1,3 % av Sveriges elproduktion. Harsprånget var också namnet på det 75 meter höga vattenfall som tidigare fanns här. 

## Konstruktion
Dammen är utförd som stenfyllningsdamm med tätkärna av betong och lera samt grundlagd på berg. Den har en krönlängd på 1 400 m och en krönbredd på 20 m, högsta höjden över grundläggningen är 50 m. Totalt användes 2 000 000 m³ fyllnadsmassor för att bygga upp dammen. Vid tillbyggnaden utlades ytterligare sprängstensfyllning på huvuddammens nedströmssida. På västra sidan av dammen så finns ett utskovsparti med tre uppåtgående segmentluckor, varje lucka är 20 meter bred och har en höjd från dämningsgränsen på 7,6 meter, den totala avbördningen är 2 300 m³/s. Närmare stranden finns två reservutskov som är avsedda att användas i katastrofläge. Öppningarna är avstängda med betongskivor, varje öppning är 15 meter bredd och har en höjd från dämningsgränsen på 9,0 meter, den totala avbördningen från reservutskovet är 1 200 m³/s.
| Aggregat                 | 1           | 2           | 3           | 4           | 5           |
| ------------------------ | ----------- | ----------- | ----------- | ----------- | ----------- |
| Effekt                   | 110 MW      | 110 MW      | 110 MW      | 180 MW      | 475 MW      |
| Maximal drivvattenföring | 127 m³/s    | 127 m³/s    | 127 m³/s    | 175 m³/s    | 485 m³/s    |
| Varvtal                  | 166,7 r/min | 166,7 r/min | 166,7 r/min | 166,7 r/min | 107,1 r/min |
| Löphjulsdiameter         | 3,6 m       | 3,6 m       | 3,6 m       | 4,2 m       | 6,6 m       |
| Turbinleverantör         | NOHAB       | NOHAB       | NOHAB       | KMW         | NOHAB       |

Även om mellersta Norrland knutits samman med Sydsverige redan på 1930-talet dröjde det till 1952 innan hela det svenska kraftnätet kopplats ihop med hjälp av 400 kilovoltsledningen Harsprånget–Hallsberg, kallad Harsprångslinjen. Den 100 mil långa kraftledningen som var världens första 400 kV-ledning kunde föra Luleälvens elproduktion till användare i Syd- och Mellansverige.

## Byggnationen

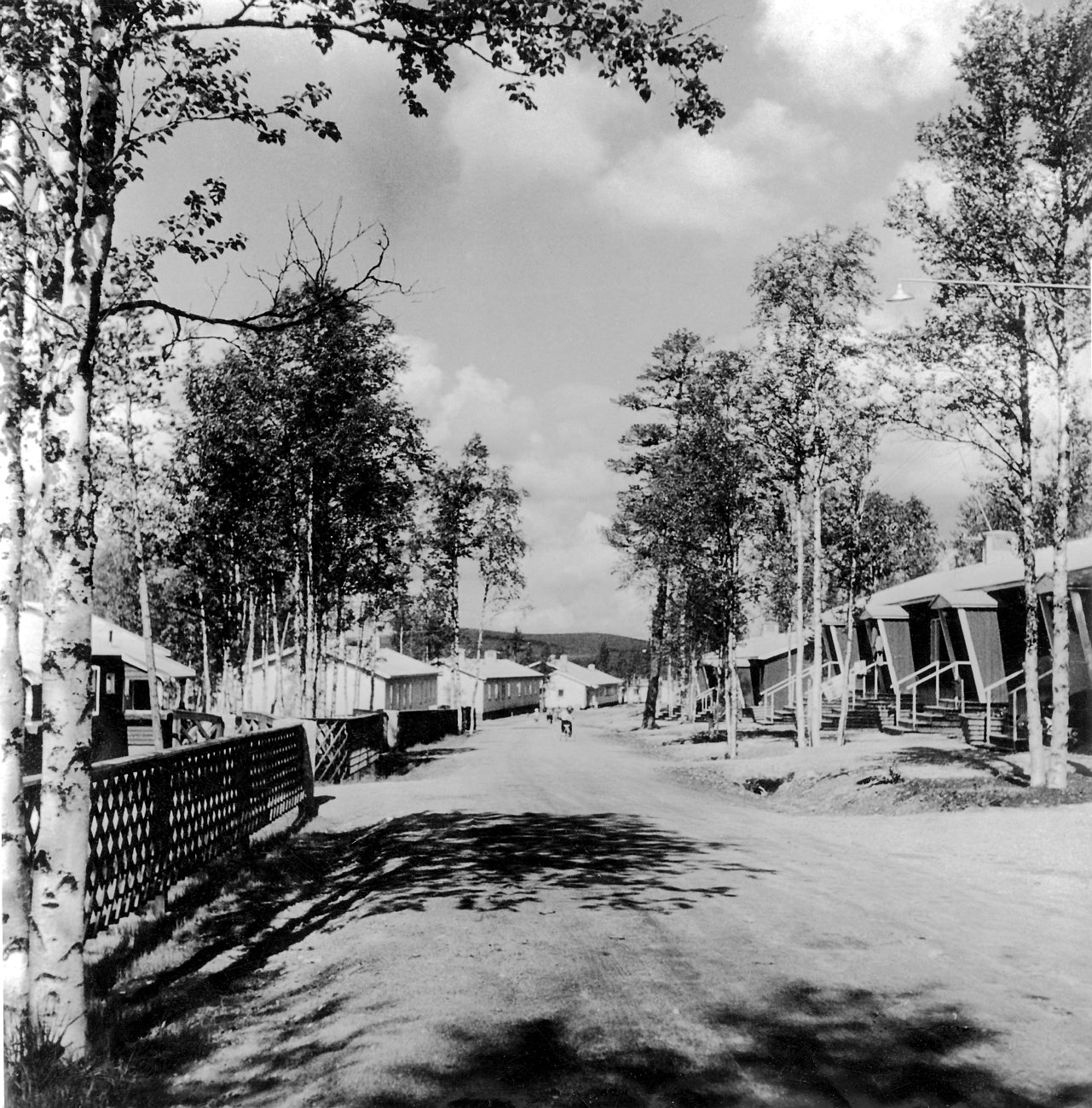
Bostadsområdet vid Harsprångets kraftstation.

Beslut om byggandet av Harsprånget togs av en enig riksdag 1918. Samma år började bygget och vattenrallarna var på plats året efter. Lågkonjunkturen efter första världskriget ledde dock till att flera stora kraftverksbyggen i Sverige lades ner och 1922 kom beskedet om att avbryta bygget. I maj avslutades alla byggen och fönster och dörrar spikades igen på bostäder och förråd. I början av 1923 låg Harsprånget helt öde. 1945 återupptogs bygget två kilometer längre ner och Harsprångets första aggregat togs i drift 1951. 1952 invigdes kraftverket med 3 turbiner med en kombinerad effekt på 330 MW. Efter en utbyggnad med två turbiner mellan 1974 och 1983 ökades effekten till 977 MW vilket gjorde kraftverket till Sveriges största vattenkraftverk. Turbin 5 som togs i drift 1980 har med sina 450 MW ensam en effekt som är större än det ursprungliga kraftverket.

### Samhällsbyggnad
Under byggnadstiden återanvändes de efter första världskriget uppförda bostäderna. Denna del av samhället kallades allmänt "Gamla". 1945–1952 uppfördes den nyare delen halvannan kilometer norrut; ett provisoriskt samhälle för större delen av arbetsstyrkan som, som mest, kom att bestå av 1 100 man. I Harsprångets samhälle fanns sjukstuga, två skolor, två affärer, tidningskiosk, brandstation, badhus, restaurant, matsal för 600 personer och en kyrka, som mest bodde 2 000 personer i samhället. Denna typ av mer organiserade provisoriska samhällen kom sedan att bli vanliga under den fortsatta utbyggnaden av större och mer avlägsna kraftstationer under 50-talet och 60-talet. Harsprångets samhälle användes även under byggnadsarbetet av Ligga som ligger nedströms.
Det var inte unikt med temporära samhällen fram till mitten av 1900-talet utan liknande samhällen i Norrbottens län, som byggdes för att sedan rivas efter att gruvan inte längre var ekonomiskt bärkraftig eller vattenkraftverket var färdigbyggt, är bland andra Messaure, Laver och Nautanen medan andra, exempelvis Porjus, lämnades kvar och fortfarande är bebodda.

## Vattenfallet
Harsprångsfallet, den naturliga fåran, lär ha varit en av Sveriges mäktigaste forssträckor, kanske större än Storforsen i Pite älv. 
Genom en trång klyfta störtade sig älven 75 meter ned under en sträcka på 4,2 kilometer. Namnet Harsprånget, Njommelsaska på Lulesamiska, kom ifrån de snabba svängar i fallet som kan liknas med dem en hare åstadkommer i flykt. Medelvattenföringen i älven i Harsprånget var runt 268 m³/s. Som jämförelse har Pite älv vid Storforsen en medelvattenföring på 120 m³/s. Fram till tillbyggnaden 1974 firades fallens dag här. Vid tillbyggnaden flyttades evenemanget till Porjus, och har sen dess stannat där. Dock finns det en chans att se fallen om man kommer dit vid rätt tid, då man som vid de flesta andra kraftverk testar att avbördningen via flodutskoven fungerar som det ska. Detta brukar ske åtminstone en gång årligen. Fallet har blivit fotograferat av fjällfotografen Borg Mesch, och det finns även en video på Youtube som visar då vattnet släpps på.

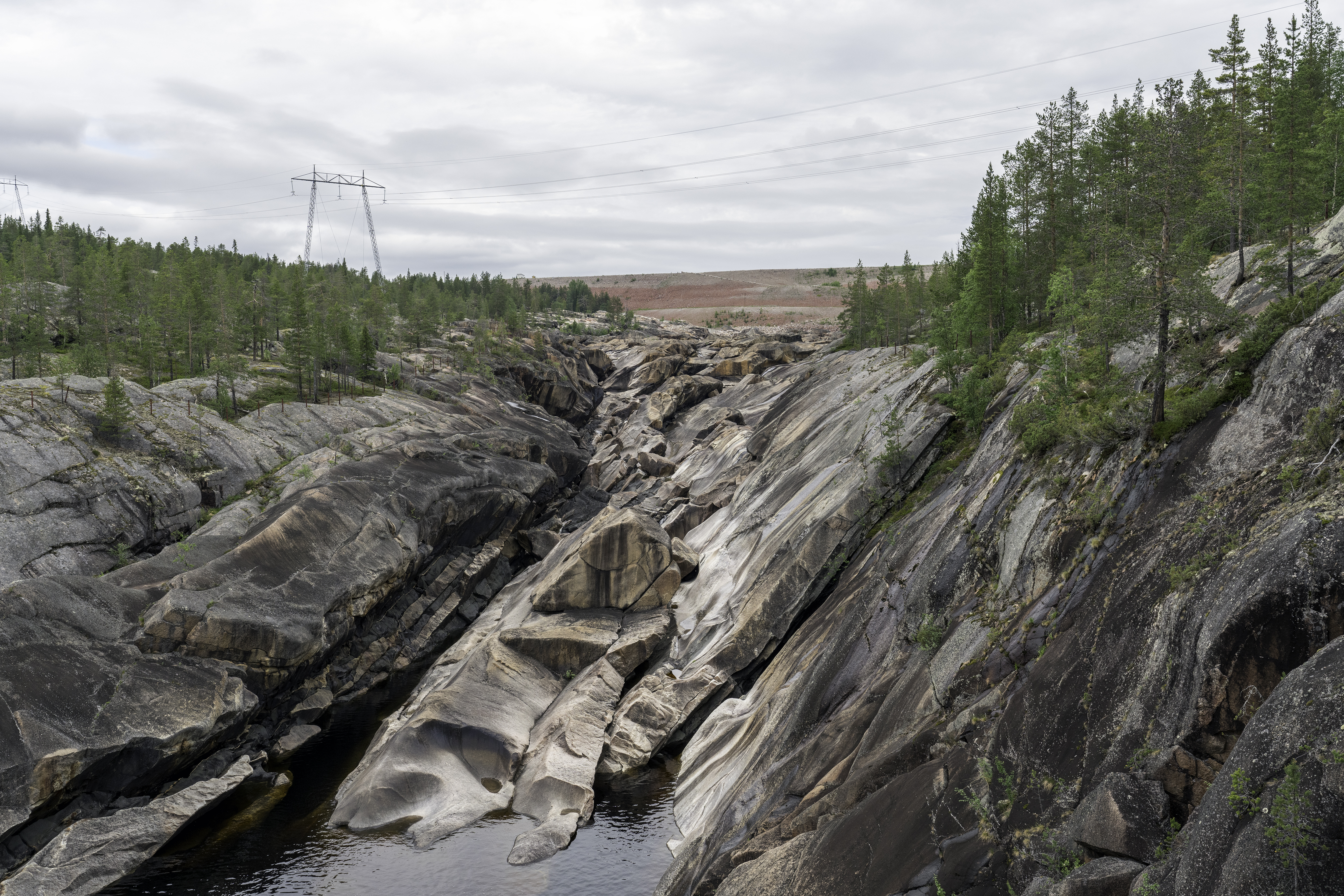
Den torrlagda älvfåran nedanför Harsprångets kraftstation
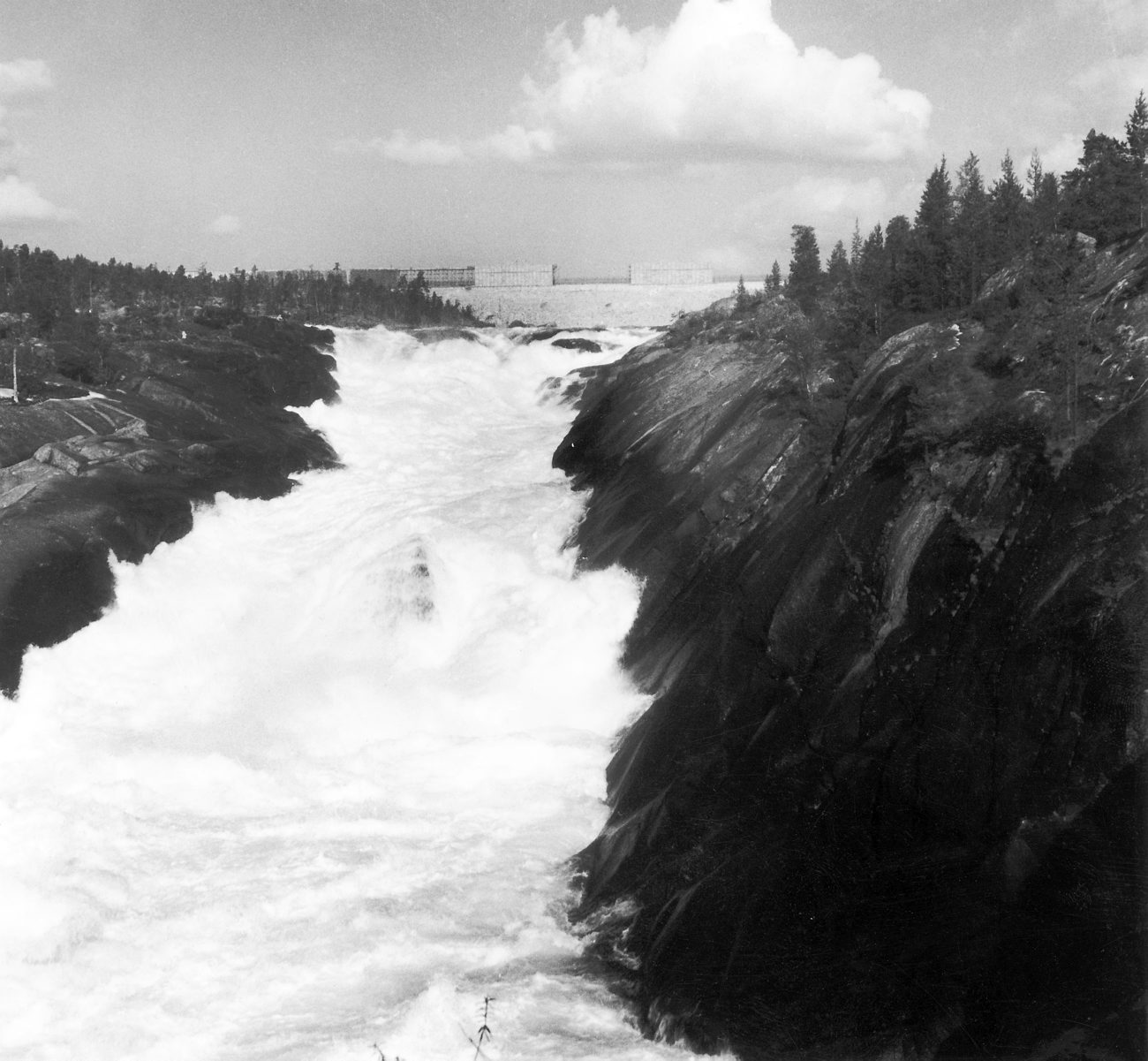
Vattenfallet vid Harsprångets kraftstation innan regleringen.
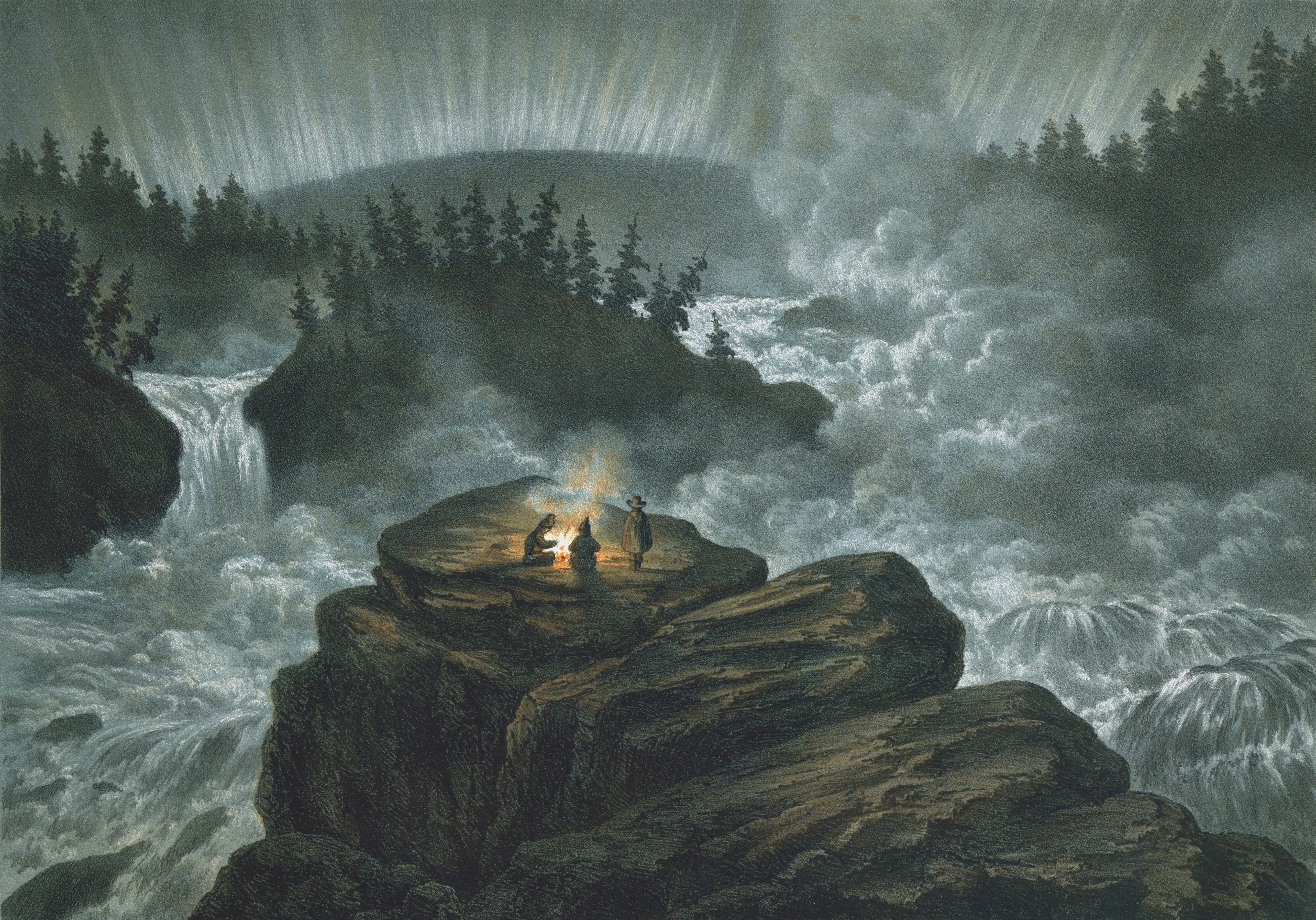
Harsprånget 1856 (Carl Svante Hallbeck: "Njommelsaska i Lappland")